# Fútbol en los Juegos Deportivos Centroamericanos
El torneo de fútbol de los Juegos Deportivos Centroamericanos es una competencia de fútbol organizada por la UNCAF y ORDECA. Está programado para realizarse a cada cuatro años. El torneo solo está abierto para jugadores menores de 21 años. En 2001 se jugó un torneo femenino por primera vez.

## Torneo masculino
| Año           | Sede                                                     | Oro         | Plata       | Bronce      |
| ------------- | -------------------------------------------------------- | ----------- | ----------- | ----------- |
| 1973 Detalles | Guatemala                                                | Panamá      | Nicaragua   | El Salvador |
| 1977 Detalles | San Salvador                                             | El Salvador | Panamá      | Nicaragua   |
| 1986 Detalles | Guatemala                                                | Guatemala   | Honduras    | Nicaragua   |
| 1990 Detalles | Tegucigalpa                                              | Honduras    | Costa Rica  | Nicaragua   |
| 1994 Detalles | San Salvador                                             | Honduras    | El Salvador | Costa Rica  |
| 1997 Detalles | San Pedro Sula                                           | Costa Rica  | Panamá      | Honduras    |
| 2001 Detalles | Guatemala                                                | Guatemala   | Honduras    | Costa Rica  |
| 2006          | San Pedro Sula                                           | Cancelado   | Cancelado   | Cancelado   |
| 2010          | Panamá                                                   | Cancelado   | Cancelado   | Cancelado   |
| 2013 Detalles | San José                                                 | Honduras    | Costa Rica  | El Salvador |
| 2017 Detalles | Managua                                                  | Honduras    | Costa Rica  | El Salvador |
| 2022          | Ciudad de Guatemala, Flores, San José, Alajuela, Esparza | Cancelado   | Cancelado   | Cancelado   |

### Títulos por país
| pos. | País        | Oro | Plata | Bronce |
| ---- | ----------- | --- | ----- | ------ |
| 1    | Honduras    | 4   | 2     | 1      |
| 2    | Guatemala   | 2   | 0     | 0      |
| 3    | Costa Rica  | 1   | 3     | 2      |
| 3    | Panamá      | 1   | 2     | 0      |
| 5    | El Salvador | 1   | 1     | 3      |
| 6    | Nicaragua   | 0   | 1     | 3      |
| 7    | Belice      | 0   | 0     | 0      |

## Torneo femenino
| Año           | Sede                                                     | Oro        | Plata     | Bronce    | Goleadora | Goles     |
| ------------- | -------------------------------------------------------- | ---------- | --------- | --------- | --------- | --------- |
| 2001          | Guatemala                                                | Costa Rica | Honduras  | Guatemala |           |           |
| 2013 Detalles | San José                                                 | Costa Rica | Nicaragua | Guatemala |           |           |
| 2017 Detalles | Managua                                                  | Costa Rica | Nicaragua | Panamá    |           |           |
| 2022          | Ciudad de Guatemala, Flores, San José, Alajuela, Esparza | Cancelado  | Cancelado | Cancelado | Cancelado | Cancelado |

### Títulos por país
| pos. | País       | Oro | Plata | Bronce |
| ---- | ---------- | --- | ----- | ------ |
| 1    | Costa Rica | 3   | 0     | 0      |
| 2    | Nicaragua  | 0   | 2     | 0      |
| 3    | Honduras   | 0   | 1     | 0      |
| 4    | Guatemala  | 0   | 0     | 2      |
| 5    | Panamá     | 0   | 0     | 1      |